# Рачков, Константин Валерьевич
Константин Валерьевич Рачков (родился 8 октября 1978 в Алма-Ате) — российский регбист, игравший на позиции флай-хава. Известен благодаря своим выступлениям в чемпионате Франции. Мастер спорта России международного класса.

## Биография

### Ранние годы
Родился и вырос в Алма-Ате в семье известного советского боксёра Валерия Рачкова. До 12 лет занимался теннисом, стал чемпионом Казахской ССР. Был довольно импульсивным и энергичным игроком, в матчах часто ломал ракетки. По совету матери перешёл в секцию регби. В 1995 году переехал в Калининград.

### Клубная карьера
Выступал в России за клубы «Вест-Звезда» и «Пенза». Уехал во Францию в 2001 году, где долгое время жил и выступал. За его плечами опыт выступлений за ряд французских клубов, среди которых были «Монтобан», «Олимпик» (Лион), «Тарб», «Авенир Валансьен», «Прованс» и «Марсель Витроль».

### Карьера в сборной
В начале 1990-х годов Константин выступал за сборную Казахстана. Некоторое время играл за юношескую сборную России после переезда в Калининград. Дебют в сборной состоялся 2 октября 1997 года в Красноярске в матче против Польши. В 2000 году в составе сборной России по регби-7 играл на турнире в Гонконге.
Его стараниями российская сборная заняла 2-е место на чемпионате Европы (Кубок европейских наций). Также он участвовал в чемпионате мира 2011 года, оформив попытку в матче с Австралией, которая стала восьмой для сборной России на турнире. Провёл 4 игры на КМ-2011, стал лучшим бомбардиром сборной России в Новой Зеландии (19 очков).

## Вне регби
После карьеры игрока остался жить во Франции, стал президентом компании Kosta EURO Trucks, которая занимается автомобильной логистикой.